# Şamaxı (district)
Şamaxı (ook geschreven als Shamakhy) is een district in Azerbeidzjan.
Şamaxı telt 95.300 inwoners (01-01-2012) op een oppervlakte van 1611 km²; de bevolkingsdichtheid is dus 59,2 inwoners per km².